# Discovery-öböl (Washington)

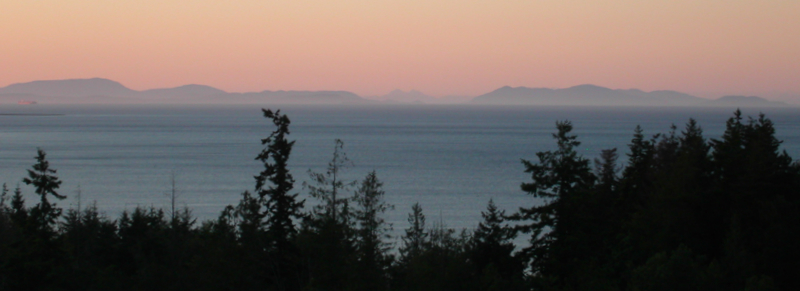
Naplemente az öbölben

A Discovery-öböl az USA Washington államában, a Juan de Fuca-szorosnál fekszik. Az öböl déli határán, Jefferson megyében található Discovery Bay település.
Az öböl nevét George Vancouver Discovery hajójáról kapta.

## Történet
A térség első lakói a klallam (s’klallam) indiánok voltak. Az Olympic-félszigeten élő őslakosok többségét a 19. század végén és a 20. század elején rezervátumokba telepítették.
1790-ben Francisco de Eliza tengerésztiszt Manuel Quimpert és Gonzalo López de Harót a Juan de Fuca-szoroshoz küldte. A spanyolok az öblöt Juan Francisco de la Bodega y Quadra tengerész tiszteletére Puerto Quadrának keresztelték el.
1858-ban az S. L. Mastick Company az öböl nyugati partján fafeldolgozót létesített; a termékeket hajón szállították. A dolgozók kiszolgálására az üzem körül egy település jött létre.
Az öbölnek az 1860-as népszámlálás szerint az indiánokat nem számolva 70 lakosa volt, melyből mindössze egy nő. A lakosok kétharmada az USA-ban született; egy bevándorló Svédországból érkezett, míg a többiek Angliából, Walesből, Írországból vagy Kanadából.
A közeli Maynardben létesített feldolgozó az 1970-es évekig üzemelt, később pedig turistalátványosság lett. Az épület a 2005-ös és 2006-os viharok során súlyosan megrongálódott, 2007-ben pedig egy revitalizációs projekt keretében elrendelték lebontását.

## Földrajz
Az öbölben a következő földrajzi helyek találhatóak:
- Port Townsend
- Cape George
- Beckett-félsziget
- Adelma Beach
- Gardiner
- Diamond Point

## Fordítás
- Ez a szócikk részben vagy egészben  a   Discovery Bay, Washington című angol Wikipédia-szócikk ezen változatának fordításán alapul.  Az eredeti cikk szerkesztőit annak laptörténete sorolja fel. Ez a jelzés csupán a megfogalmazás eredetét és a szerzői jogokat jelzi, nem szolgál a cikkben szereplő információk forrásmegjelöléseként.